# Ōno (Fukui)
Ōno (jap. 大野市 Ōno-shi, deutsch ‚[kreisfreie] Stadt Ōno‘) ist eine Stadt in der Präfektur Fukui in Japan.

## Geographie
Ōno liegt südlich von Kanazawa und östlich von Fukui.

## Geschichte
Im 16. Jahrhundert wurde im Kreis Ōno der Provinz Echizen die Burg Ōno (zur Unterscheidung von gleichnamigen Burgen in anderen Provinzen oft auch Echizen-Ōno), um die sich mit der Stadt Ōno (大野町 Ōno-chō) eine Burgstadt entwickelte. Von hier herrschten für den Großteil der Edo-Zeit die Doi über das Großlehen/-han Ōno, dessen Territorium im 19. Jahrhundert 40.000 Koku Nominaleinkommen vor allem aus den Kreisen Ōno und Nyuu sowie außerdem koloniale Außenposten in „Nord-Ezochi“ (北蝦夷地 Kita-Ezochi; eine zeitgenössische, frühneuzeitliche Bezeichnung für Sachalin/Karafuto) umfasste.
Die kreisfreie Stadt/-shi Ōno entstand am 1. Juli 1954 durch den Zusammenschluss von acht Städten und Dörfern aus dem Kreis/-gun Ōno. Die heutige Ausdehnung erreichte sie 2005 in der Großen Heisei-Gebietsreform.
Die Industrie umfasst Textilien, Holzverarbeitung und Herstellung von Skiern und Möbeln. Es gibt Heiße Quellen und Skigebiete.

## Sehenswürdigkeiten

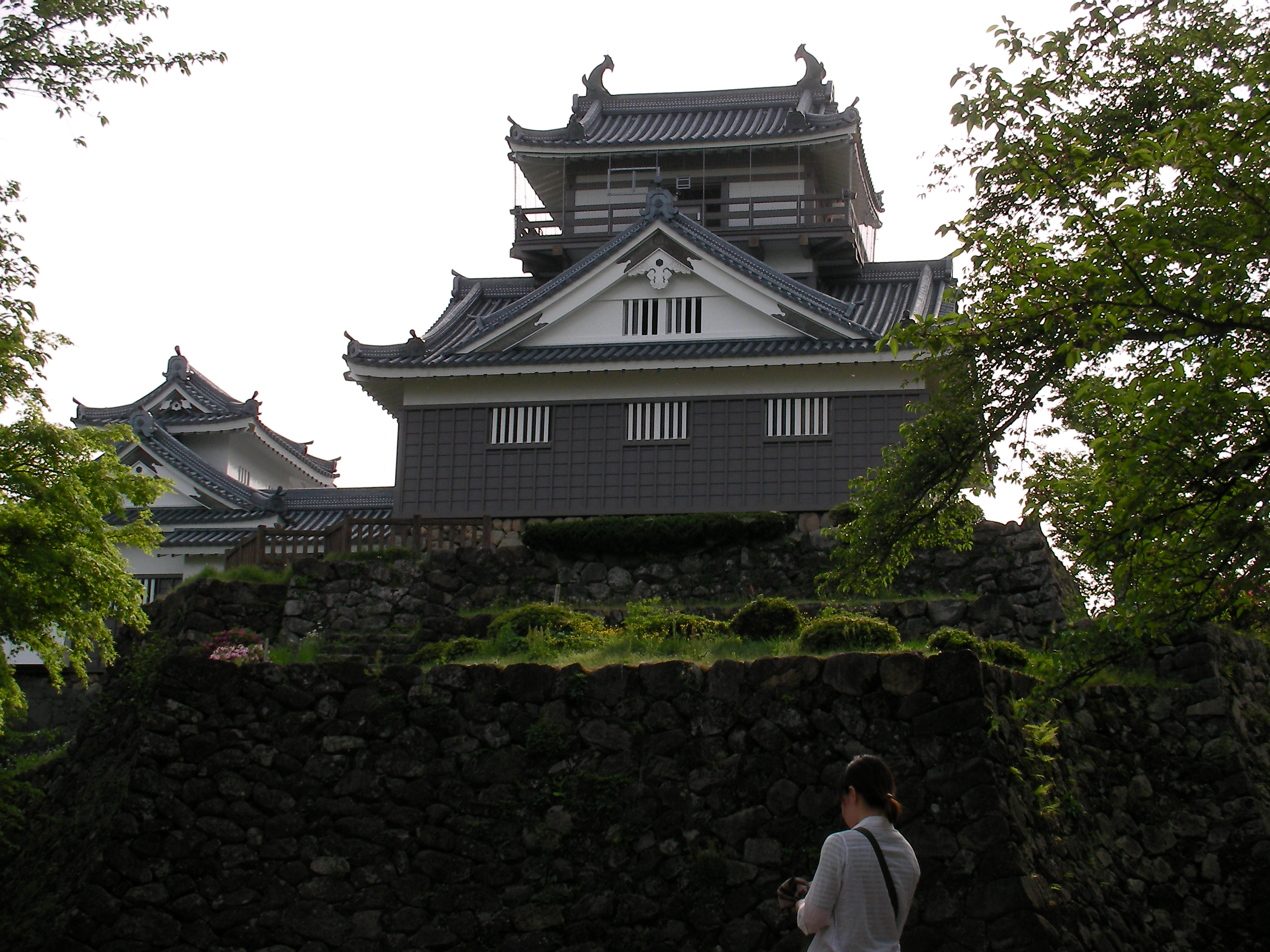
Burg-Echizen-Ōno

- Burg-Echizen-Ōno

## Städtepartnerschaften
- Ningbo

## Verkehr
- Straße:
  - Chūbu-Jūkan-Autobahn
  - Nationalstraßen 157, 158, 476
- Zug:
  - JR Etsumihoku-Linie

## Angrenzende Städte und Gemeinden
- Präfektur Fukui
  - Katsuyama
  - Fukui
  - Ikeda
- Präfektur Ishikawa
  - Hakusan
- Präfektur Gifu
  - Takayama
  - Gujo
  - Seki
  - Motosu
  - Ibigawa

## Persönlichkeiten
- Satsuki Odo (* 2004), Tischtennisspielerin

## Weblinks

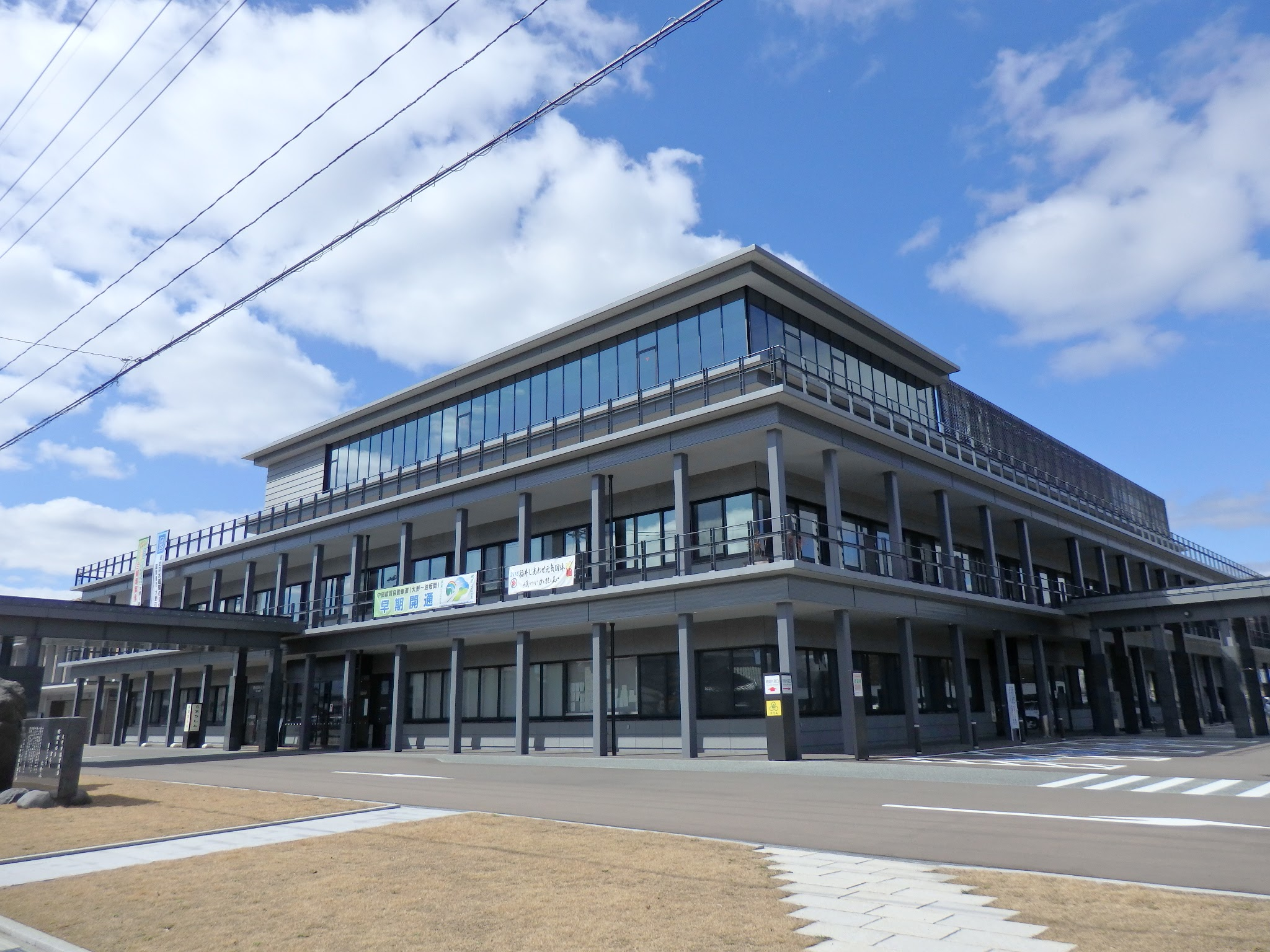
Rathaus